# Seloi Malere
Seloi Malere é um suco situado no posto administrativo de Aileu, no município homónimo, em Timor-Leste. A área administrativa cobre uma área de 13 quilómetros quadrados e no momento do censo de 2015, tinha uma população de 4 878 habitantes.

## Aldeias
- Cabas Fatin
- Hula Rema
- Malere
- Mau Rusa
- Tara Hiti[2]